# Canton de Batilly
Le canton de Batilly est une ancienne division administrative française du district de Boiscommun situé dans le département du Loiret.

## Histoire
Le canton est créé le 10 février 1790 sous la Révolution française.
Le canton disparaît en 1801 (9 vendémiaire, an X) sous le Premier Empire ; toutes ses communes sont reversées dans le canton de Beaune.

## Géographie
Le canton de Batilly comprend les cinq communes suivantes : Barville, Batilly, Égry, Gaubertin, Nancray.
La commune de La Nerville, absorbée par Nancray entre 1790 et 1794 a pu appartenir au canton en tant que commune indépendante.